# Jean-Claude Chavigny
Jean-Claude Chavigny, né le 3 juillet 1952 à Villamblain dans le département du Loiret, est un haltérophile français.
Il dispute l'épreuve d'haltérophilie aux Jeux olympiques en 1976 à Montréal puis en 1980 à Moscou où il termine neuvième de sa catégorie les deux fois. Jean-Claude Chavigny compte également six participations à des championnats du monde, six participations à des championnats d'Europe et il est six fois champion de France.
Il détient toujours 2 records (les catégories n'existant plus), 115.5 kg au développé en catégorie -60 kg et 155.5 kg à l'épaulé-jeté en -60 kg également (catégorie passée à -62 kg depuis).
Il travaille comme conseiller technique régional (depuis 1987) et directeur technique de la zone Est à la Fédération française.

## Palmarès
- Jeux olympiques
  - 9e en -56 kg (1976)
  - 9e en -60 kg (1980)

- Championnats du monde
  - 9e en -56 kg (1976)
  - 10e en -60 kg (1977)
  - 9e en -56 kg (1978)
  - 8e en -60 kg (1979)
  - 9e en -60 kg (1980)
  - Non classé en -60 kg (1981)

- Championnats d'Europe
  - 10e en -60 kg (1973)
  - 8e en -56 kg (1976)
  - 8e en -60 kg (1977)
  - 8e en -60 kg (1979)
  - 9e en -60 kg (1980)
  - Non classé en -60 kg (1981)

- Jeux méditerranéens
  -  Médaille d'or en moins de 60 kg aux Jeux méditerranéens de 1979

- Championnats de France
  -  en -60 kg (1973)
  -  en -60 kg (1974)
  -  en -60 kg (1975)
  -  en -56 kg (1976)
  -  en -60 kg (1977)
  -  en -56 kg (1978)
  -  en -60 kg (1979)
  -  en -60 kg (1980)
  -  en -60 kg (1982)
  -  en -60 kg (1986)